# Sorge, l'espion du siècle
 (décembre 2016).
Si vous disposez d'ouvrages ou d'articles de référence ou si vous connaissez des sites web de qualité traitant du thème abordé ici, merci de compléter l'article en donnant les références utiles à sa vérifiabilité et en les liant à la section « Notes et références ».
Sorge, l'espion du siècle est un livre de Hans Hellmut Kirst publié en 1960.

## Résumé
En 1939, le docteur en sciences économiques et politiques Richard Sorge, né en Allemagne en 1895, communiste, est espion à Tokyo. Alex, de l'état-major de l'armée rouge, qui lui a beaucoup appris, le visite. 
Sorge est correspondant d'un journal de Francfort et est l'homme le mieux renseigné de Tokyo. Il utilise un bureau à l'ambassade d'Allemagne. Il fait embaucher Miyagi par Ozaki pour communiquer secrètement et devient chef du Bureau d'information allemand à Tokyo. 
En 1941, il apprend que les nazis marchent vers Moscou ; il prévient les Soviétiques ainsi que les Japonais, qu'il veut garder neutres. Il s'investit et réussit. 
Il est arrêté ainsi que ses complices, Miyagi le 1er. Après dix-sept mois, Alex vient le remercier au nom du Kremlin. Il est pendu en novembre 1944.